# Lingua franca
Lingua franca tức thông ngữ, còn gọi là ngôn ngữ cầu nối (bridge language), là ngôn ngữ, một cách hệ thống, dùng để giao tiếp giữa những người không nói cùng tiếng mẹ đẻ. Đặc biệt nó chỉ ngôn ngữ thứ ba nếu nó không phải ngôn ngữ mẹ đẻ của cả hai người.

## Đặc trưng
"Lingua franca" là ngôn ngữ chức năng được định nghĩa như sau, là ngôn ngữ độc lập từ ngôn ngữ học và không phải là ngôn ngữ nhân tạo: tuy tiếng pidgin và tiếng creole có chức năng giống như lingua francas, nhưng nhiều tiếng lingua franca không phải là pidgins hay creoles. Khi tiếng mẹ đẻ được sử dụng trong một nhóm người nào đó thì tiếng lingua franca được dùng để giao tiếp với các nhóm người khác không cùng tiếng mẹ đẻ. Ví dụ, tiếng Anh là tiếng mẹ đẻ của Hoa Kỳ nhưng trong Philippines thì tiếng Anh được coi là lingua franca.
Tiếng hỗ trợ quốc tế như tiếng Esperanto được thiết kế nhằm mục đích giống như tiếng lingua francas, nhưng do tiếng Esperanto là tiếng nhân tạo và các tiếng lingua franca thì được xuất hiện tự nhiên.